# Толстовский фонд
Фонд Толсто́го (англ. Tolstoy Foundation) — благотворительный фонд в г. Валли-Коттидж, штат Нью-Йорк, США. Основан в 1939 году младшей дочерью писателя Льва Толстого Александрой Толстой с целью помощи русским эмигрантам и для сохранения и развития «лучших традиций русского искусства, истории и мысли и, в целом, лучших гуманитарных идей русской культуры». Оказывал помощь беженцам, перемещённым лицам, сиротам, финансировал образовательные программы. На территории фонда действует православный Храм Преподобного Сергия Радонежского.

## История
В 1939 году Александра Толстая организовала Фонд имени Льва Толстого. Были приложены огромные усилия. Графиня Толстая связалась с Международным Красным Крестом, с Госдепартаментом США, с Всемирной организацией церквей. Фонд был зарегистрирован в штате Нью-Йорк 15 апреля 1939 года. Среди учредителей и спонсоров были: Игорь Сикорский, Сергей Рахманинов, Татьяна Шауфус-Раппопорт (фронтовая подруга Александры), бывший посол России Борис Бахметьев и один из лучших русских лётчиков — Борис Сергиевский. Экс-президент США Герберт Гувер был избран первым почётным председателем Фонда и прослужил на этой должности до своей смерти в 1964 году.
В 1941 году частный спонсор дал возможность фонду приобрести ферму, 70 акров земли, в 30 милях на север от Нью-Йорка в г. Вэлли Коттедж. Толстовская ферма стала центром переселения для более чем 30 000 беженцев, на ней был организован дом престарелых для эмигрантов. На скромные средства дочь Толстого вместе со своими помощниками осваивала ферму.
В послевоенные годы фонд поддерживал «перемещённых лиц» в Германии, помогал им эмигрировать в Америку, финансировал ряд русскоязычных эмигрантских организаций (ЦОПЭ и др.).
Как рассказал Георгий Александрович, представитель белой эмиграции, родившийся в Югославии:

В 1949 году приехала к нам Александра Львовна Толстая, которая помогала русским беженцам выезжать в Америку. Мы разговорились, и она меня спросила, хочу ли я с родителями перебраться в Америку, на что я ответил: «Конечно!». Через несколько недель мы получили визы на выезд, а в январе 1950 года уже плыли на пароходе в Америку. 1 февраля высадились в Нью-Йорке, и нас встречали представители от Толстовского фонда. На следующий день был юбилей Толстовского фонда, и Александра Львовна взяла меня с собой в Карнеги-холл на концерт, посвященный этому событию.
На третий день с двумя долларами в кармане я поехал с фермы в Нью-Йорк искать работу. В тот же день нашел работу, проработал день, получил 5 долларов, нашел комнату у русского князя и приготовил себе ужин. Через пару дней нашел работу в электронном магазине.

Название этой нелегальной для советского уха организации стало открытым сравнительно недавно. Толстовский Фонд, существующий и по сей день, под руководством А. Л. Толстой, стал «Мостом надежды» для более, чем 500 000 человек (по сведениям историка Фонда Татьяны Ульянкиной), которых спасли от ужасов войны и политических преследований. Как Александра Толстая предполагала, ферма в Вэлли Коттедже стала убежищем, гаванью, центром переселения. Здесь, в случае необходимости, пожилые люди могли провести остаток своей жизни при надлежащем уходе.

## Интересный факт
Фонд с аналогичным названием существовал в Нью-Йорке с 1892 года и был создан переводчицей Изабел Хэпгуд с целью сбора средств для голодающих крестьян России; все собранные средства пересылались Л. Н. Толстому.

## Президенты
- Александра Львовна Толстая (1939—1976)
- Татьяна Алексеевна Шауфусс (1976—1986)
- Теймураз Константинович Багратион (1986—1992)
- Борис Андреевич Ванадзин (1992—1996)

В 1996 году пост президента фонда был упразднён.

## Председатели
- Платон Малозёмов
- Константин Сидамон-Эристов (Эристави)
- Eugenia Jahnke
- Борис Андреевич Ванадзин (1992—2009)

## Известные подопечные фонда
- Николай Орлов — танцовщик[3]
- Её Высочество Княжна Вера Константиновна
- Ольга Александровна Спесивцева
- Наталия Петровна Врангель-Базилевская
- Роман Николаевич Верховский
- Вячеслав Григорьевич Науменко
- Владимир Иванович Юрасов
- Dr Alexander Elder
- Вилли Токарев
- писатель Елена Александровна Извольская